# پارادوکس کلینی–راسر
در ریاضیات تناقض کلینی-راسر (به انگلیسی: Kleene–Rosser paradox) یک تناقض است که نشان می‌دهد سامانه‌های خاصی در منطق ریاضی سازگار نیستند. به صورت دقیق‌تر منطق ترکیبی کاری (معرفی‌شده در ۱۹۳۰) و جبر لاندای اصلیِ چرچ (معرفی‌شده در ۱۹۳۳) که در ابتدا قرار بود سامانهٔ منطق صوری را توضیح بدهند، ناسازگارند. این تناقض توسط استیون کلینی و جان راسر در سال ۱۹۳۵ نشان داده‌شد.